# Forst, Cirkno
Forst je naselje občine Cirkno v okraju Šmohor na Koroškem v Avstriji.